# Vicia wushanica
Vicia wushanica là một loài thực vật có hoa trong họ Đậu. Loài này được Z.D.Xia miêu tả khoa học đầu tiên.